# Chaillevois
Chaillevois est une commune française située dans le département de l'Aisne, en région Hauts-de-France.

## Géographie
Le village de Chaillevois s'intègre dans le Laonnois à une distance de 10 kilomètres au sud-ouest de Laon et de 6 kilomètres à l'est d'Anizy-le-Château.
Bâti dans un cirque de collines boisées, le choix de son emplacement et les archives attestent que, depuis au moins le XIIe siècle, la culture de la vigne était pratiquée de façon intensive sur les coteaux fort bien ensoleillés qui entourent le village.
Les vendangeoirs et les maisons vigneronnes, qui composent en partie le village d'aujourd'hui, restent les témoins vivants de cette activité viticole qui a perduré jusqu'au milieu du XIXe siècle.

### Hydrographie
La commune est située dans le bassin Seine-Normandie. Elle est drainée par le canal de l'Oise à l'Aisne, l'Ailette, la rigole d'alimentation de l'Ailette et le cours d'eau 02 de la commune de Chavignon,,.
Le canal de l'Oise à l'Aisne est un canal à bief de partage au gabarit Freycinet reliant les vallées de l'Oise et de l'Aisne. Il relie les communes d'Abbécourt et de Bourg-et-Comin en passant sous le tristement célèbre « Chemin des Dames ».
L'Ailette, d'une longueur de 59 km, prend sa source dans la commune de Sainte-Croix et se jette  dans l'Oise (rive gauche) à Quierzy, après avoir traversé 36 communes. Les caractéristiques hydrologiques de l'Ailette sont données par la station hydrologique située sur la commune d'Urcel. Le débit moyen mensuel est de 0,376 m3/s. Le débit moyen journalier maximum est de 6,04 m3/s, atteint lors de la crue du 15 octobre 1987. Le débit instantané maximal est quant à lui de 6,85 m3/s, atteint le même jour.

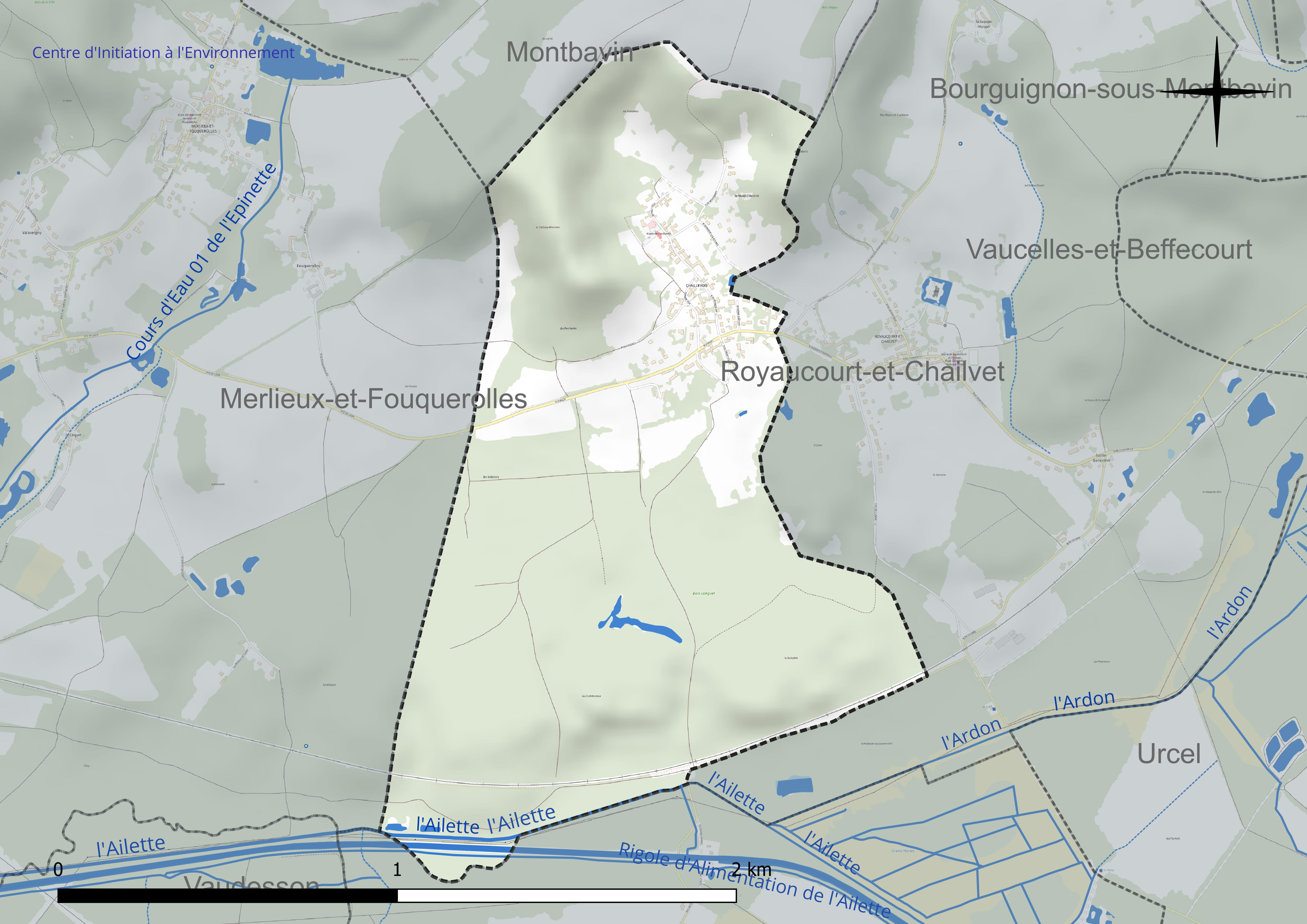
Réseau hydrographique de Chaillevois.

### Climat
Pour des articles plus généraux, voir Climat des Hauts-de-France et Climat de l'Aisne.
En 2010, le climat de la commune est de type climat océanique dégradé des plaines du Centre et du Nord, selon une étude du CNRS s'appuyant sur une série de données couvrant la période 1971-2000. En 2020, Météo-France publie une typologie des climats de la France métropolitaine dans laquelle la commune est exposée à un climat océanique altéré et est dans la région climatique Nord-est du bassin Parisien, caractérisée par un ensoleillement médiocre, une pluviométrie moyenne régulièrement répartie au cours de l'année et un hiver froid (3 °C).
Pour la période 1971-2000, la température annuelle moyenne est de 10,4 °C, avec  une amplitude thermique annuelle de 14,9 °C. Le cumul annuel moyen de précipitations est de 715 mm, avec 12,5 jours de précipitations en janvier et 8,9 jours en juillet. Pour la période 1991-2020 la température moyenne annuelle observée sur la station météorologique la plus proche, située sur la commune de Martigny-Courpierre à 12 km à vol d'oiseau, est de 10,7 °C et le cumul annuel moyen de précipitations est de 734,4 mm,. Pour l'avenir, les paramètres climatiques de la commune estimés pour 2050 selon différents scénarios d'émission de gaz à effet de serre sont consultables sur un site dédié publié par Météo-France en novembre 2022.

## Urbanisme

### Typologie
Au 1er janvier 2024, Chaillevois est catégorisée commune rurale à habitat dispersé, selon la nouvelle grille communale de densité à 7 niveaux définie par l'Insee en 2022.
Elle est située hors unité urbaine. Par ailleurs la commune fait partie de l'aire d'attraction de Laon, dont elle est une commune de la couronne,. Cette aire, qui regroupe 106 communes, est catégorisée dans les aires de 50 000 à moins de 200 000 habitants,.

### Occupation des sols
L'occupation des sols de la commune, telle qu'elle ressort de la base de données européenne d'occupation biophysique des sols Corine Land Cover (CLC), est marquée par l'importance des forêts et milieux semi-naturels (69,9 % en 2018), une proportion identique à celle de 1990 (69,9 %). La répartition détaillée en 2018 est la suivante : 
forêts (69,9 %), zones urbanisées (13,1 %), prairies (12,1 %), terres arables (4,9 %).
L'évolution de l'occupation des sols de la commune et de ses infrastructures peut être observée sur les différentes représentations cartographiques du territoire : la carte de Cassini (XVIIIe siècle), la carte d'état-major (1820-1866) et les cartes ou photos aériennes de l'IGN pour la période actuelle (1950 à aujourd'hui).

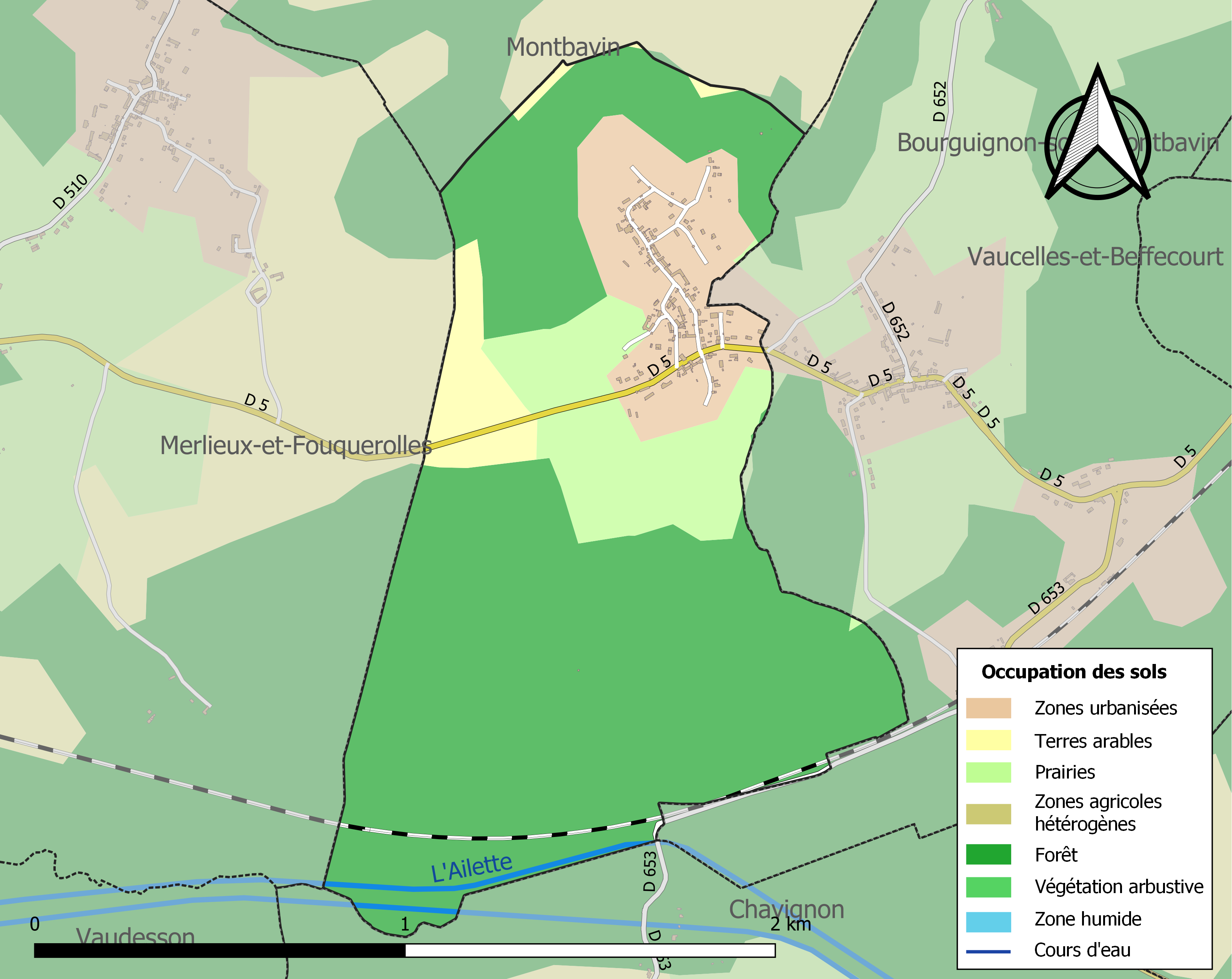
Carte des infrastructures et de l'occupation des sols de la commune en 2018 (CLC).

## Toponymie
Le nom de la localité est attesté sous les formes Challevoy (1174) ; Caillovoi (1183) ; Chevoie (1214) ; Challevois (1216) ; Chalavoie (1241) ; Chalevoit (1243) ; Chaillevoi (1249) ; Challevoi (1253) ; Chaillivoi (1258) ; Chaillevoy (1274) ; Chaillevoys (1400) ; Challevoys (1588).
L'étymologie de Chaillevois est composée du même radical, très ancien *kal-, que caillou, voir Chaille, chail en ancien français, qui signifie « pierre », « rocher ». Toponyme apparenté à Chail, Chaillevette, avec le sens de « lieu caillouteux, pierreux ».

## Histoire

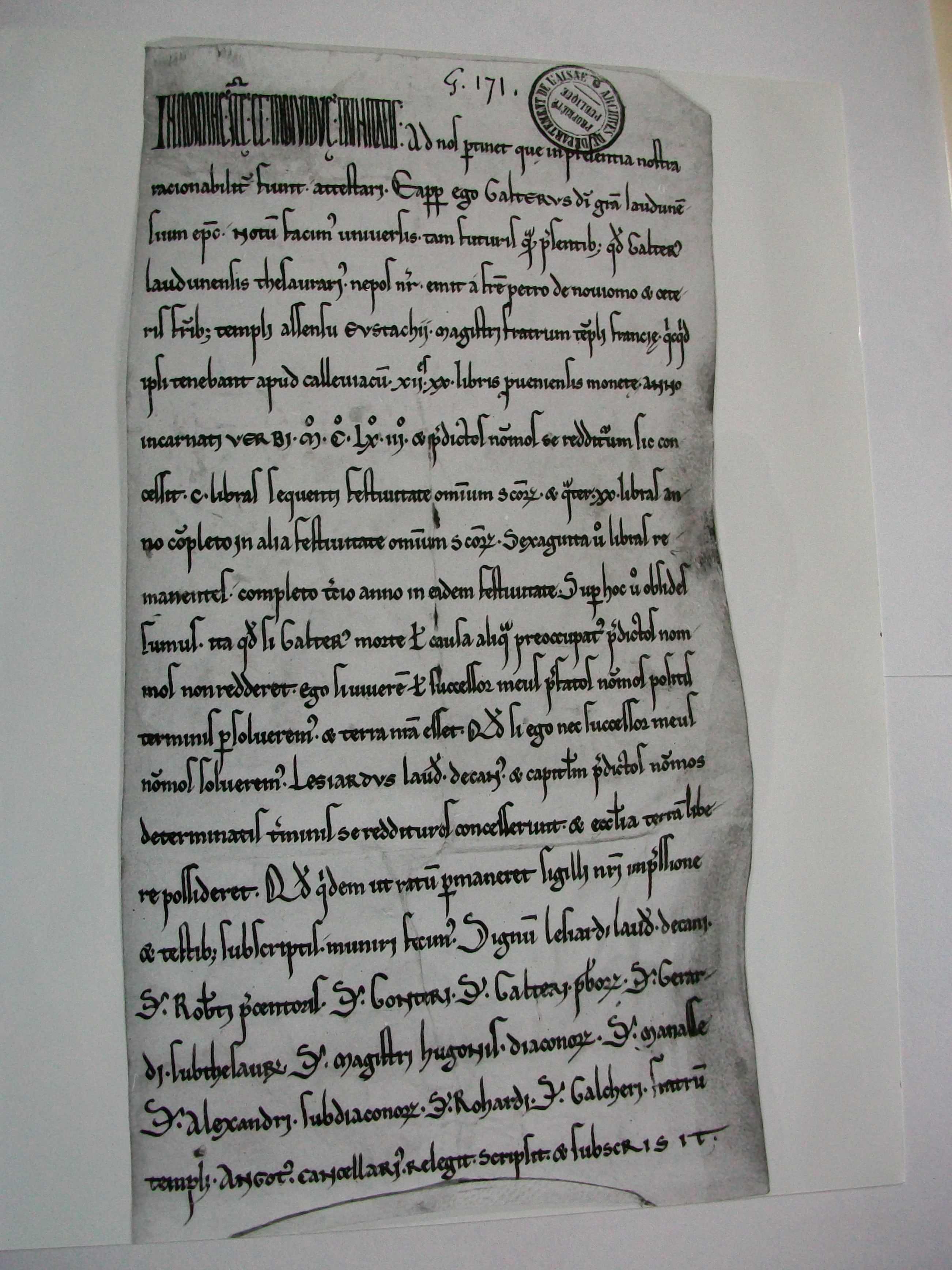
Charte latine recto.

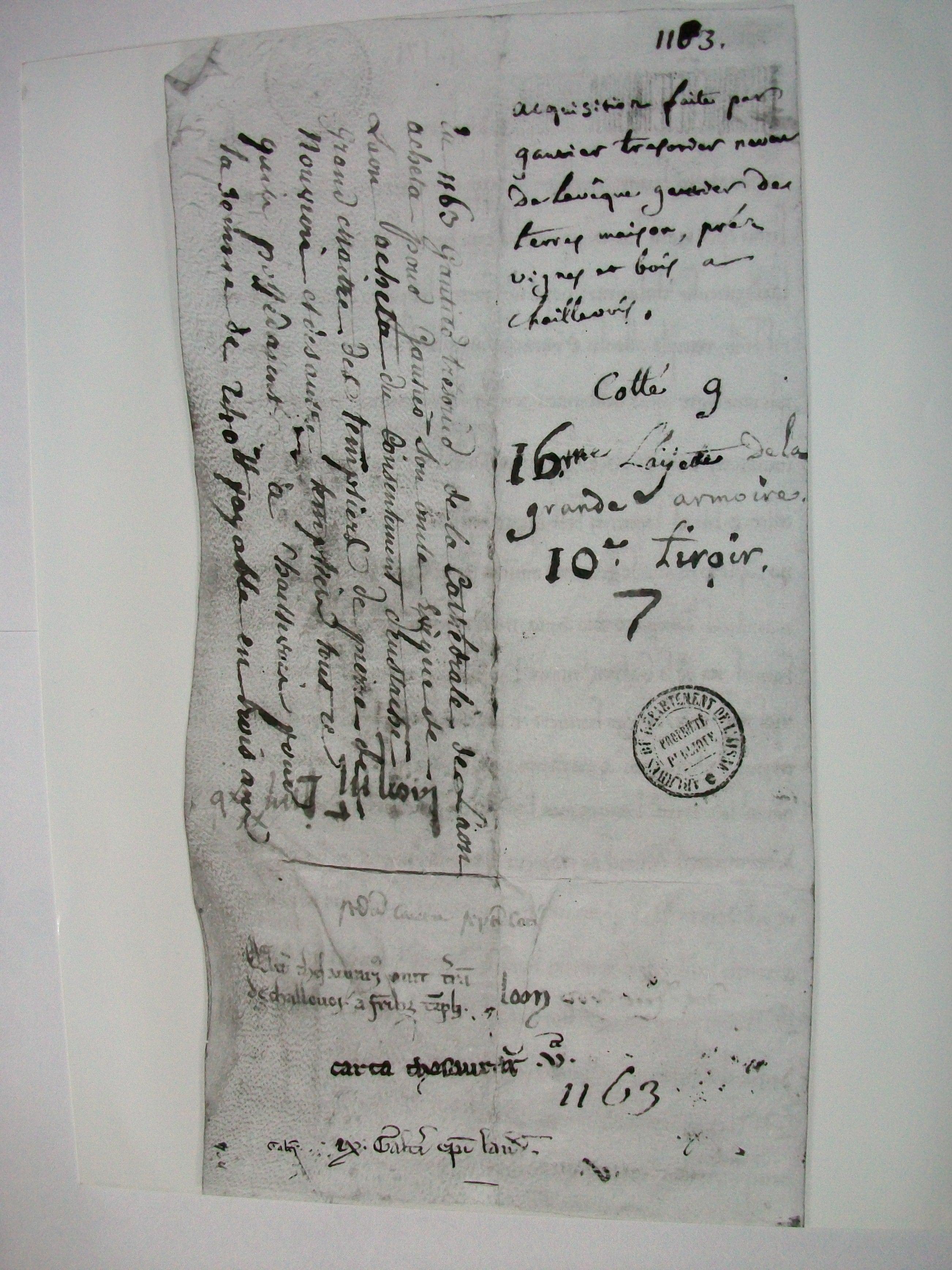
Charte latine verso.

L'origine du village remonte aux temps les plus reculés.
La colline située au nord-ouest du village et qui porte le nom de Château-Monceau, des creuttes ou anciennes habitations souterraines existent sous la roche calcaire qui contourne le plateau (propriété privée). Ce refuge fut probablement remanié dans les temps celtiques. À l'endroit le plus étroit du plateau, côté nord, était creusé un fossé dont les terres rejetées vers l'intérieur formaient un rempart couronné d'une butte élevée d'une dizaine de mètres. Cette butte, que l'on retrouve encore aujourd'hui, mais très amoindrie, est appelée aussi tombelle de Chaillevois.
C'est probablement à l'époque romaine que remonte la fondation du village tel qu'on le voit actuellement, au pied des collines. Le village est traversé par deux chaussées romaines. Tout d'abord, le chemin de Laon vers Senlis suivait le tracé de la route actuelle Laon – Anizy-le-Château. Le nom du village pourrait venir de cette ancienne voie qui passait en ce lieu : callis via, chemin royal. Ensuite, la route de Soissons à Ribemont entrait sur le territoire de Chaillevois par le parc du château, suivait la Grande Rue du village, passait près de l'église et de là se portait sur Royaucourt.
Dès le XIIe siècle et jusqu'à la Révolution, le Haut-Chaillevois appartenait au chapitre de la cathédrale de Laon. Le Bas-Chaillevois formait avec Chailvet et Royaucourt un fief du comté de Roucy.
L'ordre du Temple a réellement possédé des biens à Chaillevois entre les années 1149 et 1163.
Un acte en latin, daté de 1149, de l'évêque de Laon, Barthélemy de Jur, notifie à l'ordre du Temple la donation faite par Nicolas d'Espagne de tout ce qu'il possédait à Chaillevois (Calleviacum) et aussi la donation faite par Burdin de Valavergny d'une vigne sise au même endroit. En 1163, une charte latine de Gautier de Mortagne, évêque de Laon, relate la vente faite à son neveu par les Templiers de leur domaine de Chaillevois consistant en terres, maison, prés, vignes et bois.
C'est en 1224 que fut établie la commune de Chaillevois, par une charte d'Anselme de Mauny, évêque-duc de Laon, avec le consentement du chapitre de sa cathédrale.
La culture de la vigne, vraisemblablement introduite en Gaule par les Romains, était autrefois très répandue dans le Laonnois. Au sud de Laon, une cinquantaine de villages, dont Chaillevois faisait partie, attiraient particulièrement les bourgeois et les chanoines de Laon. Ces propriétaires possédaient, outre les vignes, les bois et les prés, de belles demeures appelées vendangeoirs, type de construction tout à fait spécial au Laonnois. Le vignoble s'étendait en 1780 sur 20 hectares à Chaillevois. En conséquence, le nom du village pourrait aussi tirer son origine de chais sur la voie.
Mais les paysans employés par cette bourgeoisie aisée avaient, à cette époque, pour les travaux dans les vignes et les champs la vie rude et difficile. Le cahier de doléances de la paroisse de Chaillevois, pour les états généraux de 1789, nous en brosse un tableau très émouvant. "La communauté de Chaillevois est composée d'environ deux cents personnes. La plupart des habitants n'ont aucyune propriété ;ceux qui en ont, c'est si peu de chose qu'il n'en faut point parler. La nourriture ordinaire est du pain trempé dans de l'eau salée. Pour ce qui est de la viande, on en mange le jour de Mardi Gras, le jour des Pâques et le jour de la fête du saint patron. On peut aussi manger quelquefois des fèves et des haricots lorsque le maître n'empêche pas d'en mettre dans ses vignes. Voilà comment le petit peuple est heureux sous le meilleur des rois."Ce document, qui jouit d'une notoriété importante, est cité et étudié dans de nombreuses publications.
À travers les siècles, le village a connu les guerres et les invasions.
La guerre de Cent Ans provoqua l'assaut du village par les Anglais en 1350.
En 1590, les guerres de Religion ensanglantent le Laonnois.
La campagne de France, en 1814, amène à nouveau les armées étrangères à Laon et aux alentours. À ce propos, durant la bataille de Laon (9 et 10 mars 1814), l'Empereur Napoléon Ier avait établi son quartier général à Chavignon où il coucha pendant trois nuits. Il se trouva alors dans l'embarras pour atteindre, sans danger, le village de Chivy et déloger l'ennemi par surprise en l'attaquant sur son flanc. Mais le général Charpentier, qui avait fait ses études au collège de Laon, connaissait parfaitement la contrée. Il indiqua donc à l'Empereur un chemin détourné qui part de Chavignon, traverse les prairies de la vallée de l'Ailette, franchit le pont d'Ailes et conduit à Chaillevois. De là, en passant par les bois, il débouche directement sur le village de Chivy. L'Empereur répondit favorablement à cette proposition et c'est ainsi que le village de Chaillevois a vu passer Napoléon et ses troupes à plusieurs reprises.
En 1870, les Prussiens occupent la région.
Et voici 1914, l'invasion à nouveau. Le village sera occupé pendant quatre années par les Allemands, de septembre 1914 à octobre 1918. Les habitants, avant d'être évacués en octobre 1917, auront subi pillages, brimades et réquisitions. À leur retour début 1919, ils ont retrouvé le village saccagé et vidé de tout ce qui pouvait être emporté. Situé à proximité du Chemin des Dames, le village a subi des bombardements qui ont occasionné des dégâts importants sur les maisons et l'église. Par un arrêté du 17 octobre 1920, le ministre de la Guerre a cité la commune de Chaillevois, en même temps que dix-huit communes du canton d'Anizy-le-Château, à l'ordre de l'armée avec cette belle citation : "Situées en 1917 à proximité de la ligne de bataille, ont été complètement détruites par de violents bombardements. Ont fait preuve au cours de l'occupation allemande de la plus belle énergie morale, en dépit des misères et vexations qu'elles ont eu à supporter." Puis, le 3 avril 1921, la Croix de guerre fut remise aux communes du canton par le maréchal Fayolle, accompagné par M. Paul Doumer, ministre des Finances, au cours d'une cérémonie qui avait pour cadre les ruines d'Anizy-le-Château.
Les travaux, entrepris de 1921 à 1932 avec l'aide d'une coopérative de reconstruction et l'énergie des habitants, ont permis de sauvegarder le cachet du village.
Et encore l'occupation allemande en 1939-1945. Avec l'exode et les privations, c'est une page douloureuse que les habitants ont une nouvelle fois vécue. Le château, restauré dans les années 1920, a disparu en août 1944. Les Allemands, qui l'utilisaient comme dépôt de denrées alimentaires, l'ont incendié avant leur départ.

## Politique et administration
| Période       | Période                   | Identité          | Étiquette | Qualité                                 |
| ------------- | ------------------------- | ----------------- | --------- | --------------------------------------- |
| 1947          | 1963                      | Léandre Lefèvre   |           |                                         |
| 1963          | 1968                      | Robert Lanoisellé |           |                                         |
| 1968          | 1984                      | Maurice Flamant   |           |                                         |
| janvier 1984  | novembre 1991             | Robert Lanoisellé |           |                                         |
| décembre 1991 | mars 2001                 | Marcel Dartois    |           |                                         |
| mars 2001     | mars 2008                 | Henri Deprez      |           |                                         |
| mars 2008     | mai 2020                  | Alain Gelée       | DVD       | Retraité Réélu pour le mandat 2014-2020 |
| mai 2020      | En cours (au 24 mai 2020) | Philippe Mignot   |           |                                         |

## Démographie
L'évolution du nombre d'habitants est connue à travers les recensements de la population effectués dans la commune depuis 1793. Pour les communes de moins de 10 000 habitants, une enquête de recensement portant sur toute la population est réalisée tous les cinq ans, les populations de référence des années intermédiaires étant quant à elles estimées par interpolation ou extrapolation. Pour la commune, le premier recensement exhaustif entrant dans le cadre du nouveau dispositif a été réalisé en 2006.

En 2022, la commune comptait 197 habitants, en évolution de +10,67 % par rapport à 2016 (Aisne : −1,97 %, France hors Mayotte : +2,11 %).
| 1793 | 1800 | 1806 | 1821 | 1831 | 1836 | 1841 | 1846 | 1851 |
| ---- | ---- | ---- | ---- | ---- | ---- | ---- | ---- | ---- |
| 173  | 198  | 191  | 159  | 231  | 224  | 227  | 244  | 238  |

| 1856 | 1861 | 1866 | 1872 | 1876 | 1881 | 1886 | 1891 | 1896 |
| ---- | ---- | ---- | ---- | ---- | ---- | ---- | ---- | ---- |
| 222  | 187  | 211  | 198  | 170  | 172  | 174  | 138  | 131  |

| 1901 | 1906 | 1911 | 1921 | 1926 | 1931 | 1936 | 1946 | 1954 |
| ---- | ---- | ---- | ---- | ---- | ---- | ---- | ---- | ---- |
| 145  | 118  | 109  | 94   | 131  | 110  | 106  | 131  | 124  |

| 1962 | 1968 | 1975 | 1982 | 1990 | 1999 | 2006 | 2011 | 2016 |
| ---- | ---- | ---- | ---- | ---- | ---- | ---- | ---- | ---- |
| 121  | 149  | 160  | 155  | 174  | 175  | 182  | 185  | 178  |

| 2021 | 2022 | - | - | - | - | - | - | - |
| ---- | ---- | - | - | - | - | - | - | - |
| 187  | 197  | - | - | - | - | - | - | - |

## Culture locale et patrimoine

### Lieux et monuments

#### Le calvaire

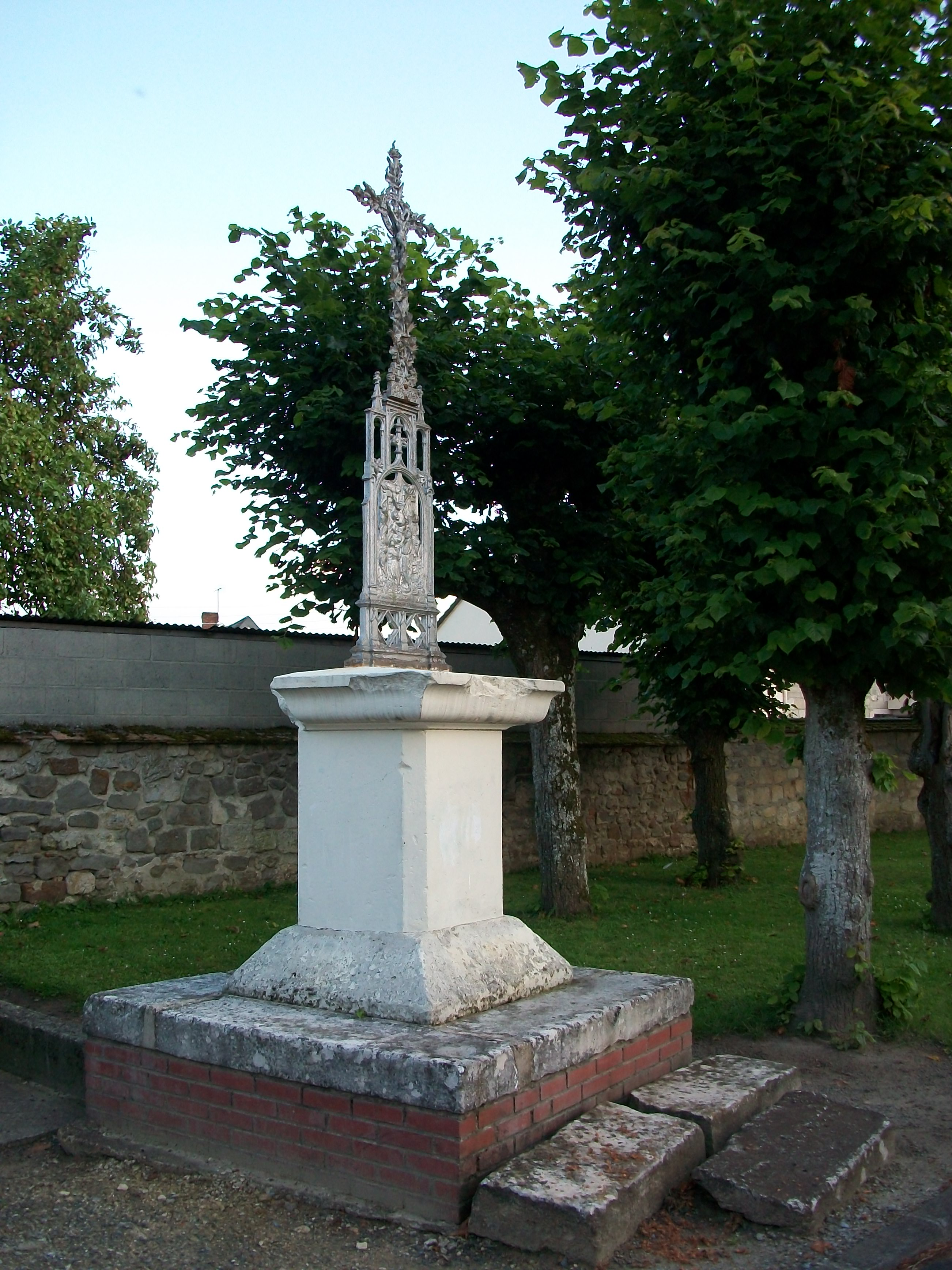
Vue du calvaire.

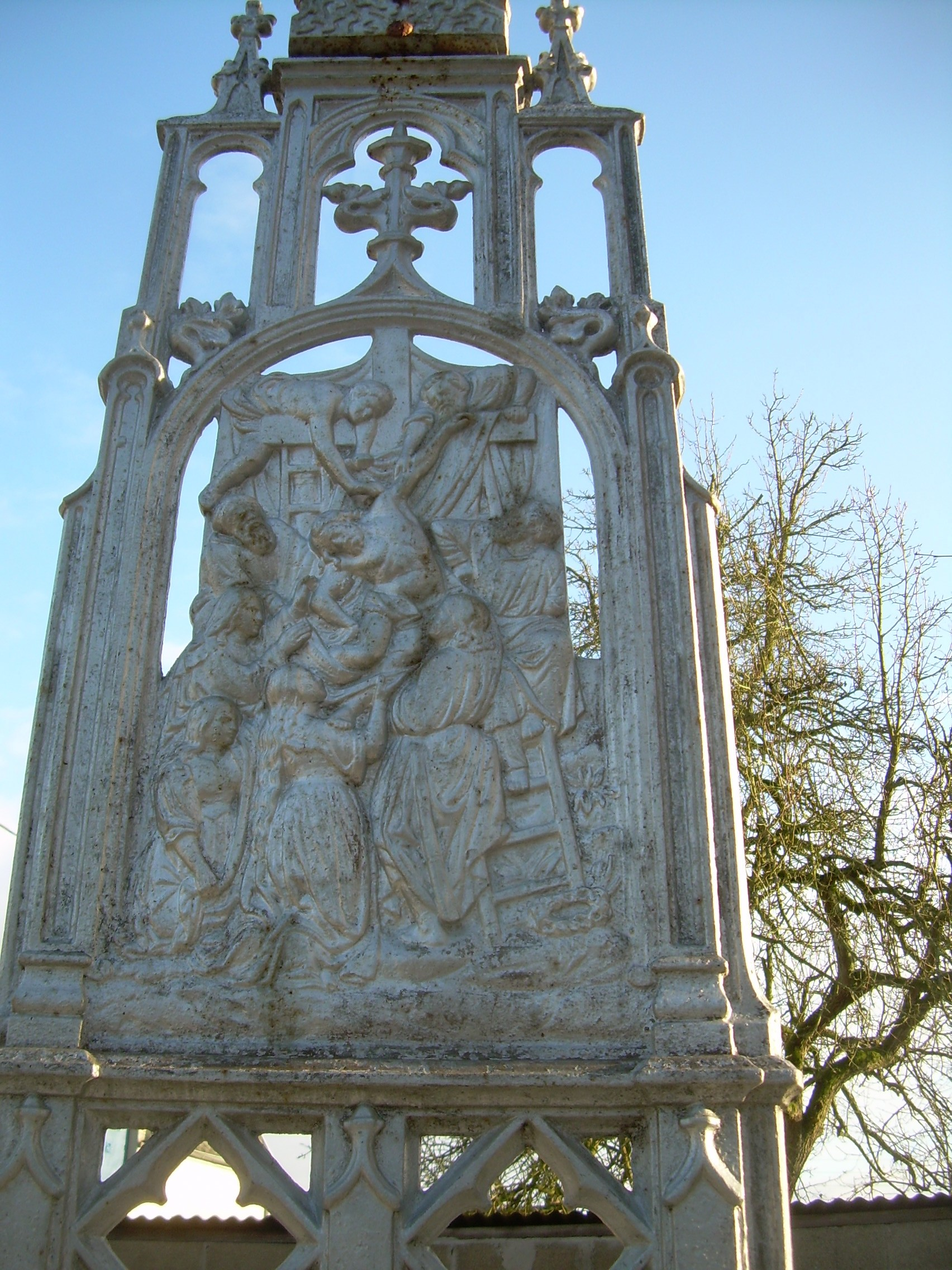
Détail.

Il est érigé au carrefour de la Grande Rue et de la rue du Poncelet. L'origine de cette installation n'est pas bien connue.
Une certitude, tout de même, un document de 1776 nous précise déjà son existence : « une belle maison sise lieudit la place du Calvaire, servant de vendangeoir ».
Ce devait être un lieu de recueillement sur la route qui mène à l'église et au cimetière. Il représente La Descente de Croix.
Au fil du temps, il a été plusieurs fois reconstruit, notamment en 1880. Il fut démoli en 1917, puis reconstruit à nouveau en 1920.
En 1960, il a été endommagé par un tilleul planté à proximité.

#### Le monument aux morts

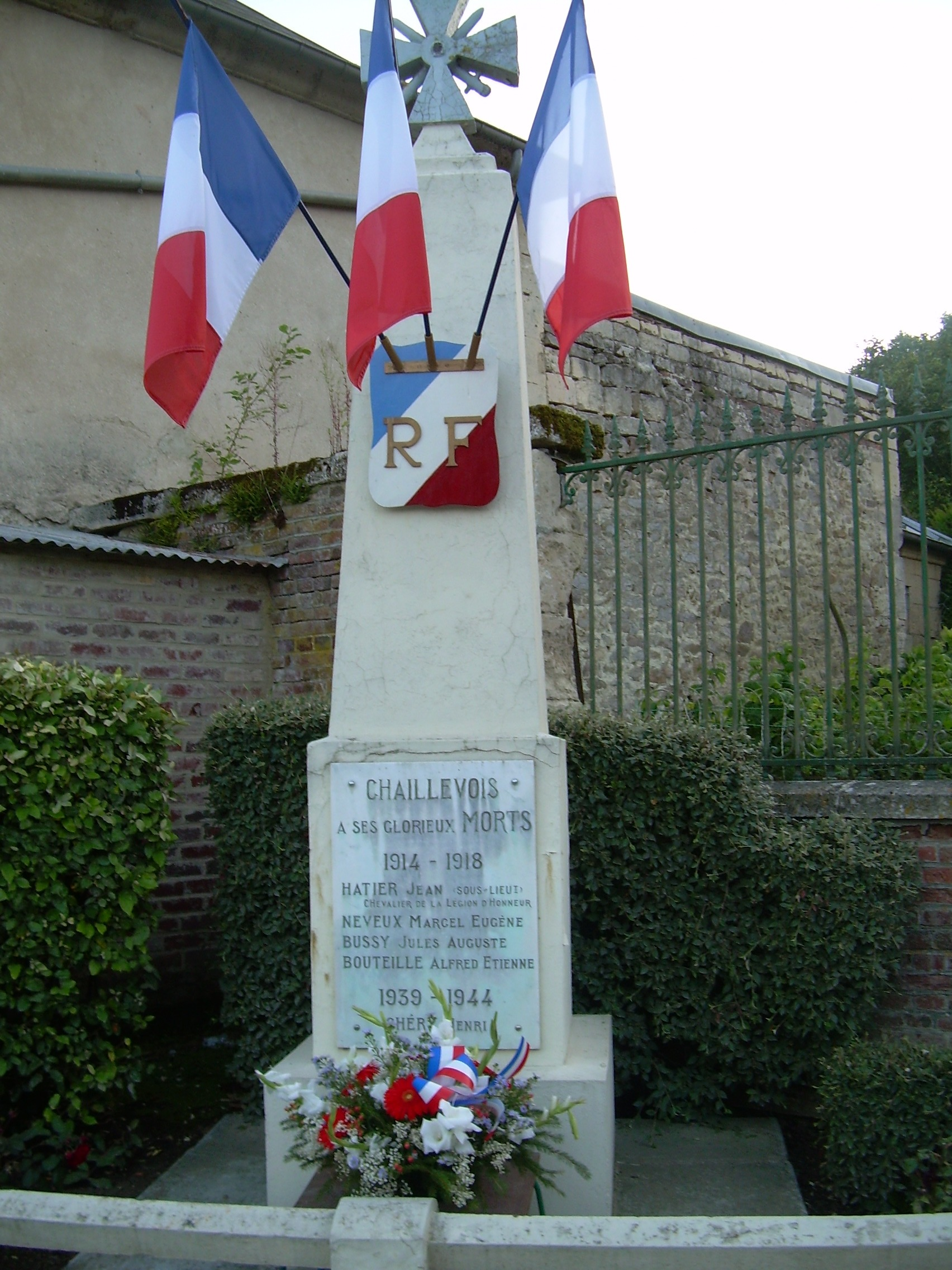
Le monument aux morts.

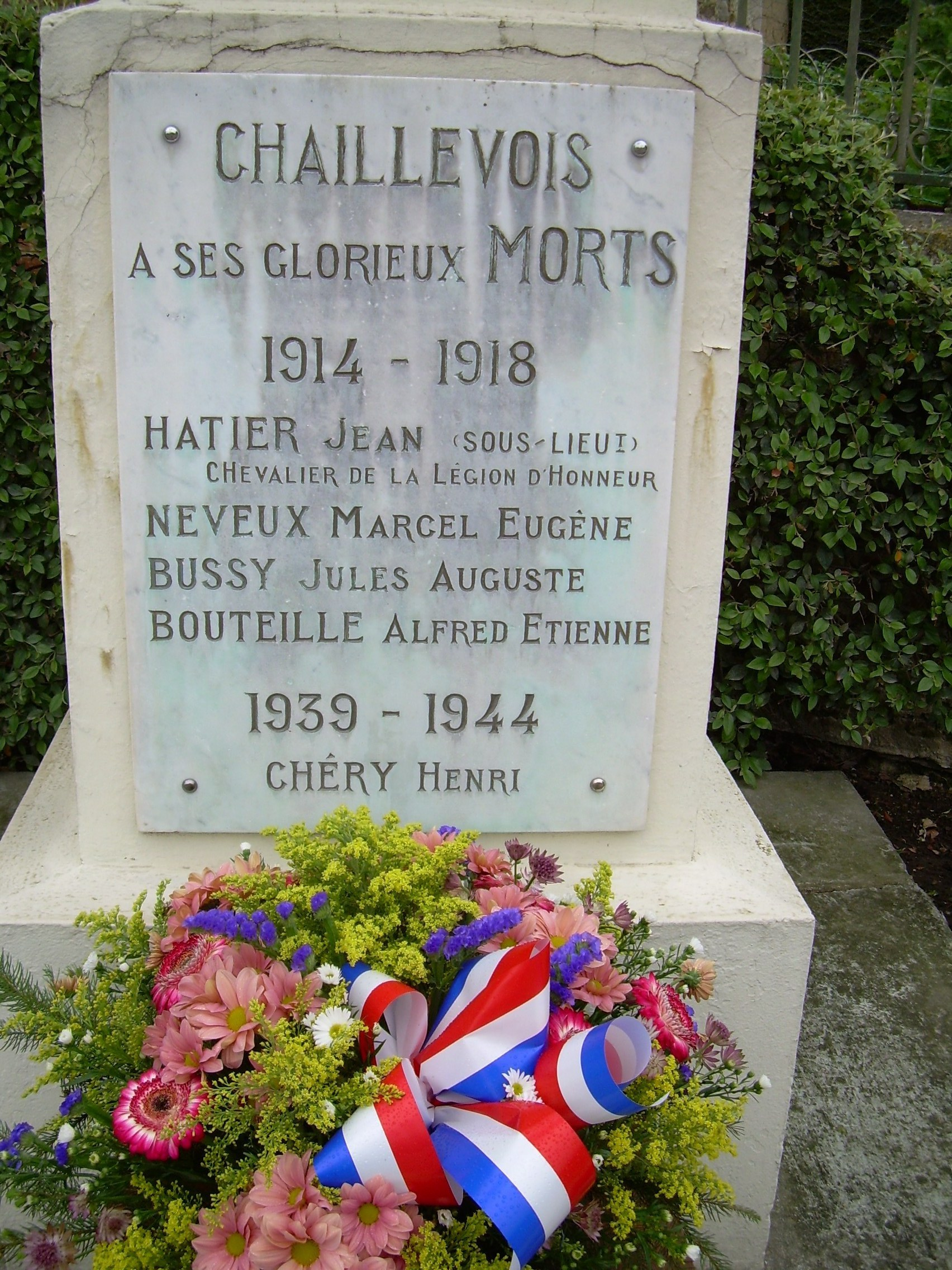
Détail.

Après la Seconde Guerre mondiale, un comité d'érection pour un monument aux morts fut constitué à Chaillevois. Il a été construit à la mémoire des morts des deux guerres, la Première Guerre mondiale (1914-1918) et la Seconde (1939-1945).
L'inauguration du monument a eu lieu le 11 novembre 1946 sous la présidence de M. Leroux, directeur de l'office du combattant et du prisonnier. Situé au milieu de la Grande Rue du village, il est toujours entretenu avec soin par les municipalités. Il est le lieu de rassemblement des habitants, plusieurs fois dans l'année, pour les cérémonies officielles.

#### Les vendangeoirs
En partant de la petite place dénommée le Cariveau et en descendant la rue de l'Église, la Grande Rue et la rue d'Anizy, on peut toujours admirer une douzaine de vendangeoirs.
Ces constructions se caractérisent par un rez-de-chaussée surélevé qui constitue la place d'habitation.
Au-dessous se trouve le cellier où jadis étaient entreposés le pressoir et tout le matériel utilisé pour la vendange.
Et plus bas encore sont construites les caves qui étaient utilisées autrefois pour la conservation du vin dans les tonneaux.
Les toitures sont couvertes en ardoise ou en tuile et les murs sont en moellon.
Les vendangeoirs sont séparés de la rue par une cour où dans le temps passé on pouvait apercevoir une maison vigneronne, des bâtiments et un puits.
Une porte cochère permet l'accès à ces demeures mais, à Chaillevois, il n'en subsiste que deux. La plupart des autres portails ont été démolis avant 1914.
Par derrière ces habitations, un grand terrain est occupé par un jardin, une pelouse, des arbres fruitiers et des arbres d'ornement. Naguère, un clos de vignes occupait cet endroit avec un jardin légumier. Toutes ces propriétés sont entourées de murs en pierre.
Au fil du temps, les vendangeoirs ont subi des dommages importants. Mais les propriétaires les restaurent avec goût et patience, malgré l'importance des moyens financiers.

### Les promenades à pied
L'ancien canton d'Anizy-Le-Château est très réputé pour les balades à pied. Le village de Chaillevois est balisé, à ce titre, dans de nombreux circuits.
Il est sillonné sur son territoire par un grand nombre de chemins et de sentes qui permettent aux randonneurs pédestres et promeneurs de découvrir, en toutes saisons, des points de vue et des paysages remarquables.

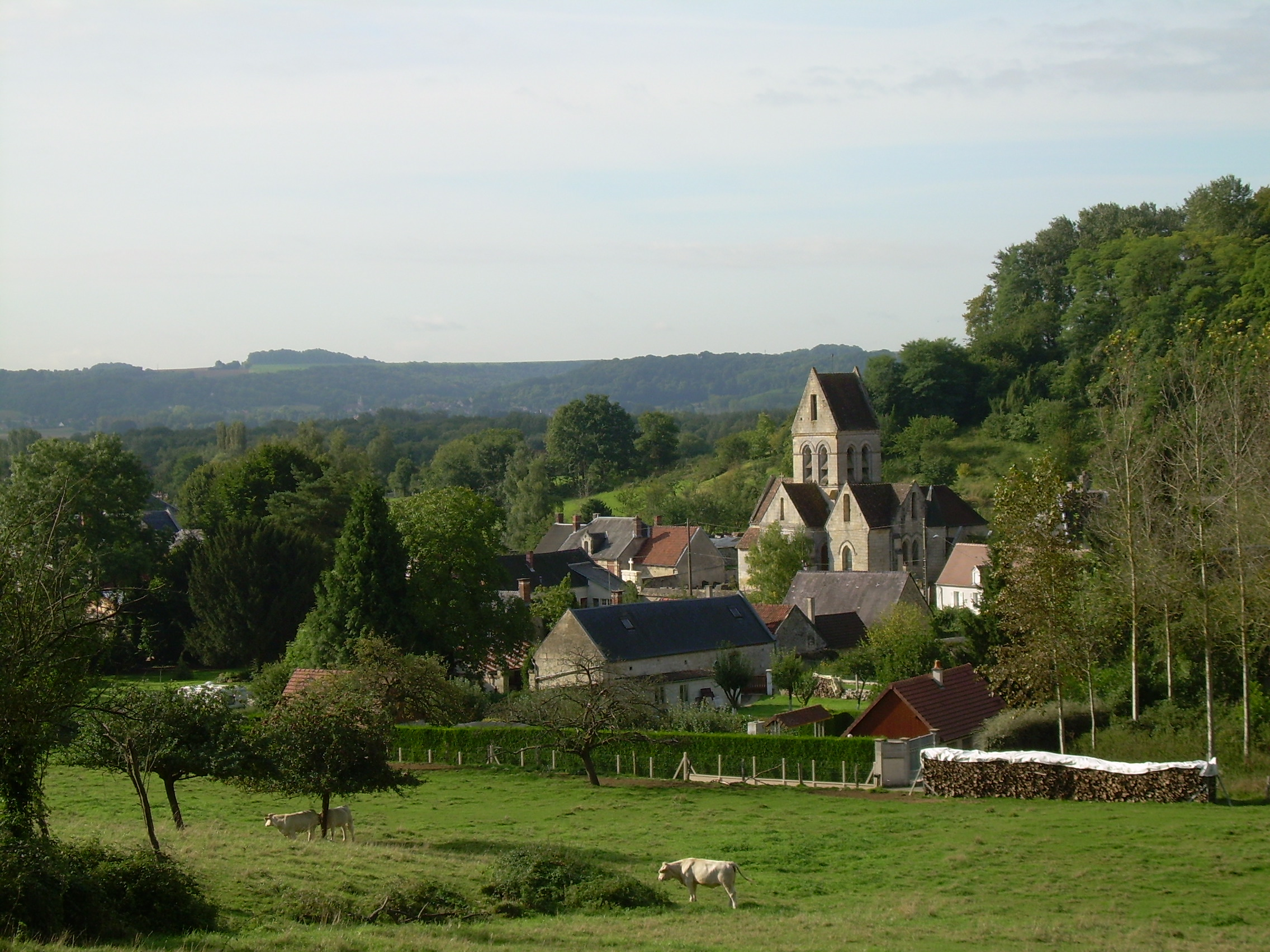
Vue côté nord.
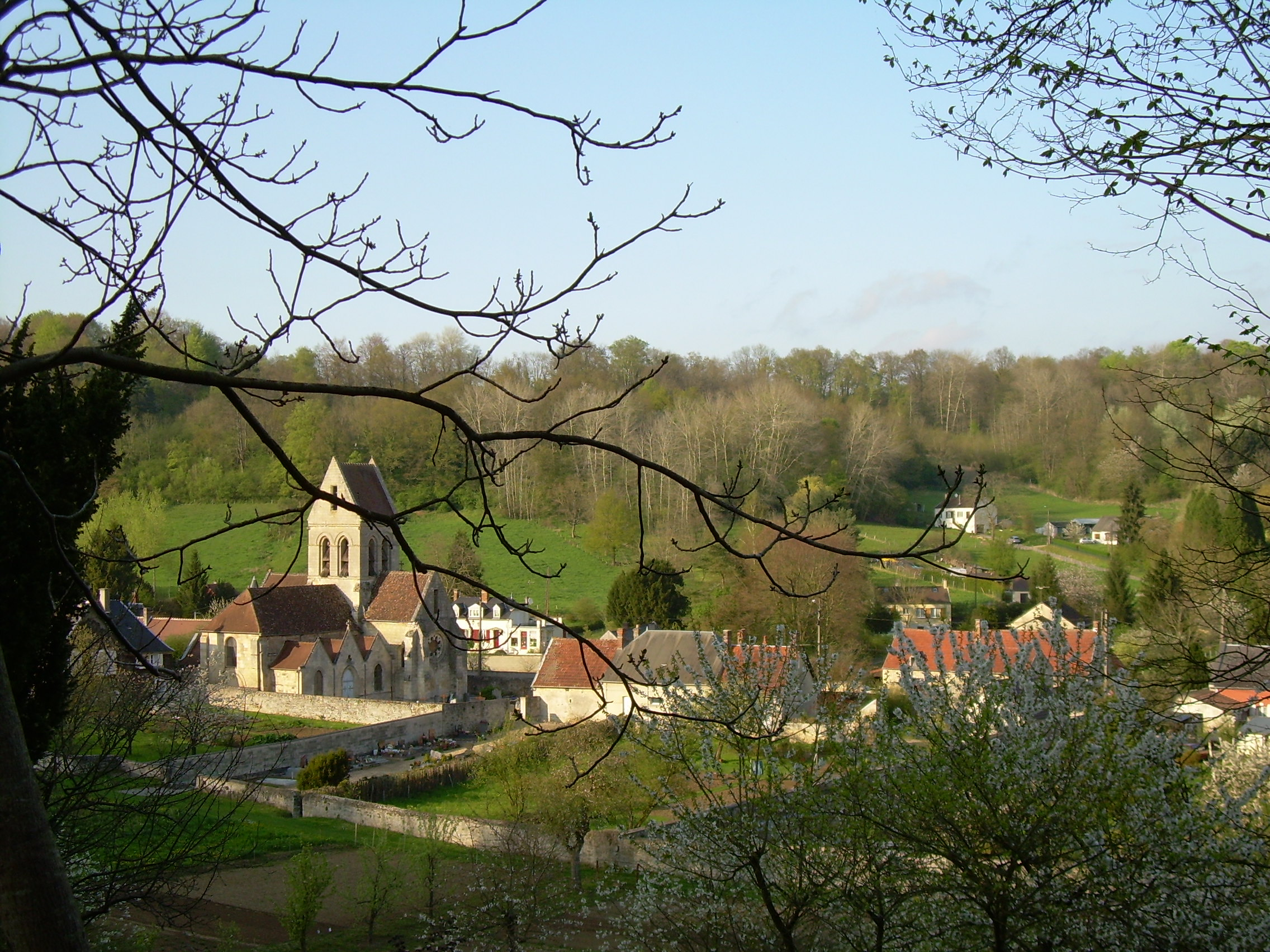
Vue côté sud.
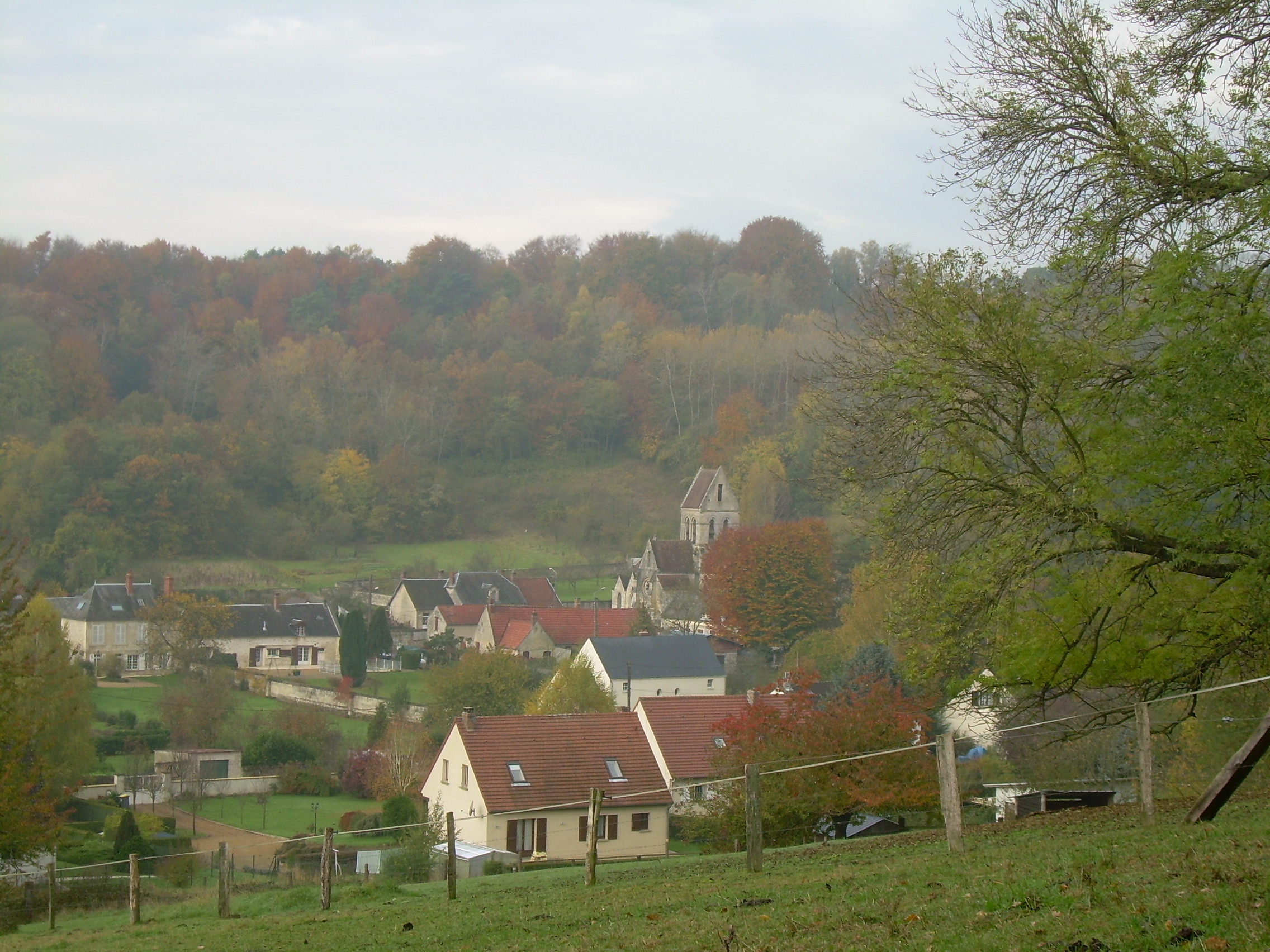
Vue côté est.
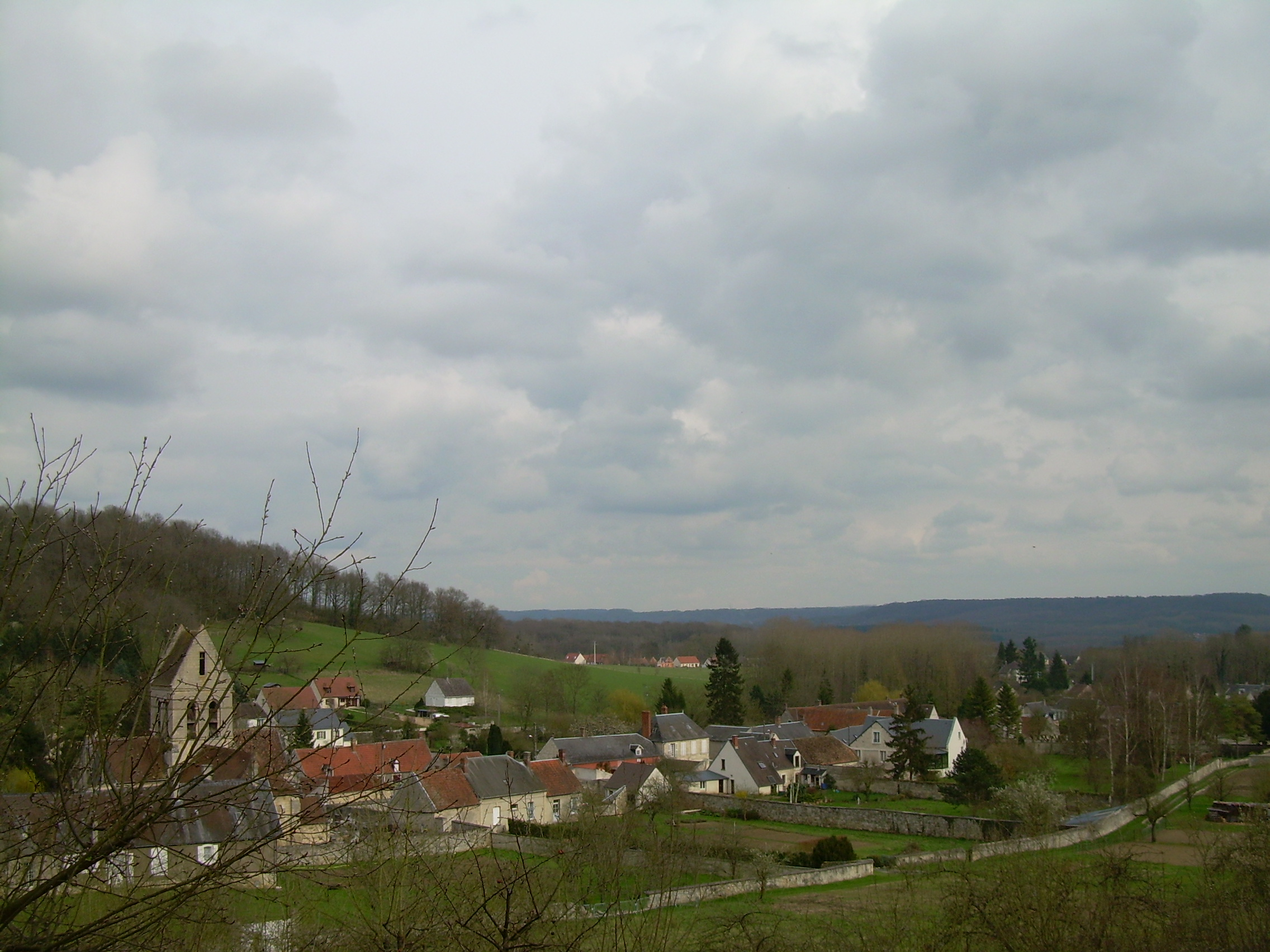
Vue côté ouest.

### Personnalités liées à la commune
- Jean-Baptiste Tholmé, né à Rocroi (Ardennes) en 1753. Il est nommé chef de l'état-major de l'armée de Moselle. Officier de la Légion d'honneur, Tholmé se retire à Chaillevois et y meurt le 8 septembre 1805, à l'âge de 52 ans[45].

## Pour approfondir